# فارس الأندلس
فارس الأندلس هي سلسلة روايات مصرية تاريخية تدور أحداثها في الأندلس وهي تشبه إلى حد كبير رجل المستحيل ولكن رجل المستحيل معاصرة الأحداث أما فارس الأندلس فتفوح عطر الماضي أيام ازدهار الأندلس وحتى سقوطها.

## أبطال السلسلة
فارس: بطل السلسلة
مهاب: معلم السلاح
فهد: زنجي أسود يظهر فجأة ويختفي فجأة لمساعدة فارس ومهاب
الشيخ: وزير دولة الأندلس السابق وعلم فارس الأخلاق الحسنة وتاريخ 
الأندلس
فرناندو الخامس: ملك أرجون
إيزابيلا: ملكة قشتالة وليون وزوجة فرناندو الخامس

## نبذة عن السلسلة
يفوح من تلك الروايات عطر الحضارة الإسلامية السابقة في الأندلس والفرسان العرب واخلاق الفروسية العربية قصه تسبح بك في اطياف الماضي 
وتأخذك إلى عالم مثير حيث الحضارة العربية حيث تستنشق نسيم وعبق التاريخ يرجع تاريخها للعصر الأندلسي حيث كان السكان الأصليون يحاولون استرجاع الأندلس جزءا فجزءا من المسلمين وكان المسلمون يدافعون عنها بكل قوتهم القديم.

## أعداد السلسلة
1. جاسوس قرطبة
2. الأميرة الأسيرة
3. السيف الذهبى
4. الفارس الأسود
5. الهاربة
6. الرمح المكسور
7. نداء غرناطة
8. رأس السهم
9. الطريق إلى قرطبة
10. سر الأمير

## الأعداد الخاصة
- عدد خاص - قسم الفرسان